# Апостолы от семидесяти

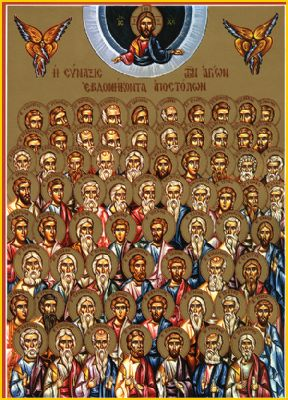
Икона «Собор семидесяти апостолов»

Апо́столы от семи́десяти (или от семидесяти двух) — последователи Иисуса Христа, проповедовавшие его учение в I веке (кроме двенадцати апостолов и апостола Павла). 
В Евангелии от Луки сообщается об избрании Иисусом Христом семидесяти учеников, дополнительно к двенадцати:

После сего избрал Господь и других семьдесят [учеников], и послал их по два пред лицем Своим во всякий город и место, куда Сам хотел идти, и сказал им: жатвы много, а делателей мало; итак, молите Господина жатвы, чтобы выслал делателей на жатву Свою.
— Лк. 10:1, 2
Избрание этих учеников произошло после третьей Пасхи Иисуса в Иерусалиме, то есть в последний год его земной жизни. После избрания Иисус дал семидесяти апостолам наставления, схожие с теми, что дал своим двенадцати апостолам (ср. Мф. 10 и Лк. 10:3—24).
Однако многие из этих учеников отошли от Иисуса Христа:

С этого времени многие из учеников Его отошли от Него и уже не ходили с Ним. Тогда Иисус сказал двенадцати: не хотите ли и вы отойти? Симон Петр отвечал Ему: Господи! к кому нам идти? Ты имеешь глаголы вечной жизни: и мы уверовали и познали, что Ты Христос, Сын Бога живаго. Иисус отвечал им: не двенадцать ли вас избрал Я? но один из вас диавол.
— Ин. 6:66—70
Поэтому позже, в число семидесяти апостолов Церковью были включены известные по именам проповедники Евангелия, жившие в I веке, являющиеся учениками двенадцати апостолов и апостола Павла и, как правило, пострадавшие за Христа.
Число «70» имеет символическое значение, связанное с Ветхим Заветом. Так, Книга Бытия сообщает о 70 народах, вышедших из чресл детей Ноя, а в Книге Чисел Моисей «собрал семьдесят мужей из старейшин народа и поставил их около скинии» (Чис. 11:24). Даже для перевода Ветхого Завета с еврейского на древнегреческий язык (Септуагинта) собрали 70 (72) почтенных «толковников».
Апостолы от семидесяти почитаются в Православной и Католической церквях с отдельными днями памяти и соборно (в православии).

## Происхождение списка апостолов

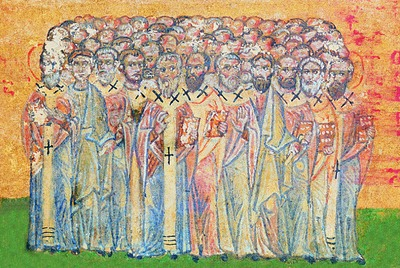
Собор 70 апостолов (миниатюра из греко-грузинской рукописи, XV век)

Имён апостолов от семидесяти нет в Евангелиях, за исключением Иакова (Мф. 13:55), Клеопы (Лк. 24:18) и, предположительно, Руфа (Мк. 15:21) и Симеона (Мф. 13:55). Имена почти всех известны из Деяний святых апостолов и Посланий апостола Павла. Так, известны имена первых семи дьяконов, избранных двенадцатью апостолами (Деян. 6:1—6). Однако нигде их прямо не называют апостолами. Их списки составлены спустя несколько веков после евангельских событий и у разных авторов меняются: 
ка́я же бя́ху имена́ тех седми́десяти, не весьма́ есть изве́стно…
 Как пишет Евсевий, епископ Кесарии Палестинской, «имена апостолов Спасителя известны из Евангелий каждому; списка же семидесяти учеников никакого нигде нет. …Поразмыслив, ты увидишь, что у Христа было больше семидесяти учеников».
Апостол Павел сообщает, что на момент крестной смерти и воскресения Христа у Него было более 500 последователей, которым Он явился (1Кор. 15:6).
Список семидесяти апостолов, приводимый в православном месяцеслове, был составлен в V—VI веках. К семидесяти апостолам предание относит евангелистов Марка и Луку; к лику «семидесяти апостолов» были причислены также многие, обращённые позже (в основном, ученики апостола Павла) за их великие миссионерские труды.
Многие из включённых в список апостолов от семидесяти не входят в число 70 учеников, которых непосредственно избрал Иисус (Лк. 10:1, 2), так как их имена впервые упоминаются в более поздних книгах Нового Завета (например, об обращении Варна́вы сообщает книга Деяний (Деян. 4:36, 37), Аполлос пришёл из Александрии во время путешествий апостола Павла (Деян. 18:24, 25), Онисима обратил в христианство апостол Павел (Флм. 1:10) и др.). Отождествление их с 70 учениками, избранными Христом, означает, что церковь видела в их служении продолжение той миссии, на которую Иисус направил 12 и 70 апостолов.

## Список семидесяти апостолов
Основные варианты:
| № по Четьим- Минеям святителя Димитрия Ростовского | № по Дорофею | № по Дионисию | Имя                                                               | Описание в «Ерминии» Дионисия                                     | Регион проповеди                                                           | Упоминания в Новом Завете                                                                                  |
| -------------------------------------------------- | ------------ | ------------- | ----------------------------------------------------------------- | ----------------------------------------------------------------- | -------------------------------------------------------------------------- | --- |
| 35                                                 | 32           | 06            | Ага́в                                                              | старец с раздвоенною бородою                                      | Антиохия Сирийская                                                         | Деян. 11:28, Деян. 21:11                                                                                   |
| 68                                                 | —            | 64            | Аки́ла (Ахи́ла)                                                     | старец с бородою, разделенною на пять прядей                      | Ефес                                                                       | Деян. 18:2, Рим. 16:3—5, 1Кор. 16:19                                                                       |
| 29                                                 | 21           | 57            | А́мплий                                                            | молод, с бородою едва показавшеюся                                | Израиль                                                                    | Рим. 16:8                                                                                                  |
| 09                                                 | 04           | 07            | Ана́ния (Ана́ний)                                                   | старец с длинною бородою                                          | Дамаск, Елевферополь                                                       | Деян. 22:12                                                                                                |
| 27                                                 | 20           | 04            | Андро́ник                                                          | молод, не имел бороды                                             | Сирмия Паннонская                                                          | Рим. 16:7                                                                                                  |
| 32                                                 | 24           | 56            | Апе́ллий (Апе́лл, Апе́ллес)                                          | молод, с короткою бородою                                         | Ираклия Фракийская                                                         | Рим. 16:10                                                                                                 |
| 56                                                 | 48           | 36            | Аполло́с, епископ в Кесарии (Аполло́н)                              | старец с широкою бородою                                          | Коринф, Ахайя                                                              | Деян. 18:24, Деян. 19:1, 1Кор. 1:12, 1Кор. 3:22, Тит. 3:13                                                 |
| —                                                  | 28           | —             | Аполлос, епископ в Сми́рне                                         |                                                                   |                                                                            | Деян. 18:24, Деян. 19:1, 1Кор. 1:12, 1Кор. 3:22, Тит. 3:13                                                 |
| 63                                                 | 63           | 30            | Ариста́рх, епископ в Амасии                                        | старец кудрявый                                                   | Апамея, Рим                                                                | Деян. 19:29, Деян. 20:4, Деян. 27:22, Флп. 1:23, Кол. 4:10                                                 |
| —                                                  | 67           | —             | Аристарх другой                                                   |                                                                   |                                                                            | |
| 33                                                 | 29           | 46            | Аристову́л                                                         | старец                                                            | Британия                                                                   | Рим. 16:10                                                                                                 |
| 67                                                 | 56           | 51            | Арфе́ма (Арте́ма, Арте́м)                                            | молод, с остроконечною бородою                                    | Крит                                                                       | Тит. 3:12                                                                                                  |
| 21                                                 | —            | —             | Архи́пп                                                            |                                                                   | Лаодикия и Фригия                                                          | Кол. 4:17, Флм. 1:2                                                                                        |
| 37                                                 | 34           | 35            | Асинкри́т                                                          | старец с бородою, разделенною на три пряди                        | Малая Азия                                                                 | Рим. 16:14                                                                                                 |
| 70                                                 | —            | 63            | Аха́ик                                                             | старец с длинною бородою                                          |                                                                            | 1Кор. 16:17                                                                                                |
| 06                                                 | 13           | 66            | Варна́ва (Иоси́я)                                                   | с проседью в длинной бороде                                       | Кипр                                                                       | Деян. 4:36                                                                                                 |
| 43                                                 | 40           | 23            | Га́ий                                                              | старец с длинною бородою                                          | Эфес                                                                       | Деян. 19:29, Деян. 20:4, Рим. 16:23, 3Ин. 1                                                                |
| —                                                  | —            | 33            | Гай                                                               | старец с остроконечною бородою                                    |                                                                            | |
| —                                                  | 27           | —             | Дима́с                                                             |                                                                   |                                                                            | 1Тим. 4:10                                                                                                 |
| 71                                                 | —            | —             | Диони́сий Ареопаги́т                                                |                                                                   | Галлия                                                                     | Деян. 17:34                                                                                                |
| 52                                                 | 62           | 44            | Ево́д                                                              | молод, с бородою едва показавшеюся                                | Антиохия Сирийская                                                         | Фил. 4:2                                                                                                   |
| 20                                                 | 52           | —             | Епафра́с                                                           |                                                                   | Колоссы, Лаодикия, Иераполь                                                | Кол. 1:7, Кол. 4:12, Флм. 1:23                                                                             |
| 58                                                 | —            | 68            | Епафроди́т                                                         | молод, без бороды                                                 | Андриания, Фракия, Италия                                                  | Флп. 2:25, Флп. 4:18                                                                                       |
| 26                                                 | 19           | 62            | Епене́т                                                            | молод, с бородою, разделенною на три пряди                        | Коринф, Ахайя                                                              | Рим. 16:5                                                                                                  |
| 50                                                 | 47           | 41            | Ера́ст                                                             | молод, с закрученною бородою                                      | Израиль, Асия                                                              | Деян. 19:22, Рим. 16:23                                                                                    |
| 39                                                 | 38           | 19            | Е́рма (Ерм)                                                        | молод, с бородою едва показавшеюся                                | Филиппы / Болгария                                                         | Рим. 16:14                                                                                                 |
| 41                                                 | 36           | 34            | Е́рмин (Е́рмий)                                                     | старец с длинно-широкою бородою                                   | Далмация                                                                   | Рим. 16:14                                                                                                 |
| —                                                  | 26           | —             | Ермоге́н                                                           |                                                                   | Мегара                                                                     | 2Тим. 1:15                                                                                                 |
| 62                                                 | 65           | 29            | Зи́на                                                              | с проседью в круглой бороде                                       | Крит, Лидда                                                                | Тит. 3:13                                                                                                  |
| 01                                                 | 01           | 01            | Иа́ков брат Господень                                              | старец с длинною бородою                                          | Иерусалим                                                                  | Мф. 13:25, Мк. 15:40, Мк. 6:3, Ин. 19:25, Деян. 12:17, Деян. 15:13, 21 1Кор. 15:7, Гал. 1:19, Гал. 2:9—12. |
| —                                                  | —            | 11            | Иа́ков Алфе́ев                                                      | молод, с остроконечною бородою (он из числа двенадцати апостолов) |                                                                            | Мф. 10:3, Мк. 3:18, Лк. 6:15.                                                                              |
| 46                                                 | 44           | 22            | Иасо́н                                                             | молод, с бородою едва показавшеюся                                | Керкира                                                                    | Деян. 17:5—10, Рим. 16:21                                                                                  |
| 07                                                 | 55           | 39            | Иису́с-Иу́ст (Иоси́й, Ио́сиф, Варса́ва)                                | старец с остроконечною бородою                                    | Елевферополь                                                               | Деян. 1:23                                                                                                 |
| 34                                                 | 31           | 50            | Иродио́н                                                           | старец                                                            | Патры                                                                      | Рим. 16:11                                                                                                 |
| 34                                                 | 42           | 54            | Родио́н                                                            | молод                                                             |                                                                            | Рим. 16:11                                                                                                 |
| —                                                  | —            | 12            | Иу́да Иа́ковлев, брат Господень (Фадде́й, Левве́й)                    | молод, с бородою едва показавшеюся                                | Палестина, Аравия, Сирия и Месопотамия                                     | Лк. 6:16, Ин. 14:22, Деян. 1:13                                                                            |
| 59                                                 | 61           | 43            | Карп                                                              | старец с раздвоенною бородою                                      | Верия                                                                      | 2Тим. 4:13                                                                                                 |
| —                                                  | 53           | 28            | Ке́сарь                                                            | молод, без бороды                                                 | Диррахий                                                                   | Фил. 4:23                                                                                                  |
| —                                                  | 49           | 37            | Ки́фа                                                              | молод, с бородою едва показавшеюся                                | Икония                                                                     | Гал. 2:9                                                                                                   |
| 04                                                 | 02           | 03            | Клео́па, брат св. Ио́сифа Обру́чника                                 | старец с остроконечною бородою                                    |                                                                            | Лк. 24:18, Ин. 19:25                                                                                       |
| 54                                                 | 57           | 38            | Кли́мент                                                           | старец с короткою бородою                                         | Рим                                                                        | Флп. 4:3                                                                                                   |
| 60                                                 | —            | —             | Кодра́т                                                            |                                                                   | Афины / Магнезия                                                           | Не упоминается                                                                                             |
| 24                                                 | 18           | 69            | Криске́нт                                                          | старец с остроконечною бородою                                    | Галатия / Галия                                                            | 2Тим. 4:10                                                                                                 |
| 25                                                 | —            | —             | Крисп                                                             |                                                                   |                                                                            | Деян. 18:8, 1Кор. 1:14                                                                                     |
| 51                                                 | 60           | 40            | Куа́рт                                                             | с проседью в длинной бороде                                       | Бейрут                                                                     | Рим. 16:23                                                                                                 |
| 42                                                 | 39           | 15            | Лин                                                               | молод, с круглою бородою                                          | Рим                                                                        | 2Тим. 4:21                                                                                                 |
| 03                                                 | 16           | 55            | Лука (евангелист)                                                 | старец с длинною бородою                                          | Второе путешествие с ап. Павлом; Греция                                    | Кол. 4:14                                                                                                  |
| 45                                                 | 43           | 65            | Лу́кий                                                             | молод, без бороды                                                 | Лаодикия                                                                   | Деян. 13:1                                                                                                 |
| 02                                                 | 14           | —             | Марк (евангелист)                                                 |                                                                   | Рим, Александрия                                                           | 1Пет. 5:13                                                                                                 |
| 66                                                 | 54           | 31            | Марк                                                              | молод, без бороды                                                 |                                                                            | Кол. 4:10                                                                                                  |
| 61                                                 | 64           | —             | Марк-Иоа́нн, племянник Варнавы                                     |                                                                   | Вавилон                                                                    | Деян. 15:37, Деян. 13:5                                                                                    |
| —                                                  | —            | 02            | Матфи́й                                                            | старец с круглою бородою                                          | Иерусалим, Иудея, Антиохия Сирийская, Эдесса, Сивастия, Эфиопия Понтийская | Деян. 1:23, 26                                                                                             |
| 31                                                 | 30           | 26            | Нарки́сс                                                           | молод, с бородою едва показавшеюся                                | Афины                                                                      | Рим. 16:11                                                                                                 |
| 13                                                 | 08           | 10            | Никано́р                                                           | молод, с бородою едва показавшеюся                                | Иерусалим                                                                  | Деян. 6:5                                                                                                  |
| —                                                  | 12           | —             | Никола́й                                                           |                                                                   | Самария                                                                    | Деян. 6:5                                                                                                  |
| 48                                                 | —            | 53            | Олимпа́сий (Олимпа́н, Олимп)                                        | старец                                                            | Рим                                                                        | Рим. 16:15                                                                                                 |
| 19                                                 | 70           | —             | Они́сим                                                            |                                                                   | Византия                                                                   | Кол. 4:9, Флм. 4:10                                                                                        |
| 53                                                 | 58           | 42            | Онисифо́р                                                          | старец                                                            | Колофон, Коринф                                                            | 2Тим. 1:16                                                                                                 |
| 15                                                 | 11           | 70            | Парме́н                                                            | молод                                                             | Македония                                                                  | Деян. 6:5                                                                                                  |
| 40                                                 | 37           | 58            | Патро́в (Патрова́сий)                                               | молод, с закрученною бородою                                      | Неаполь, Поццуоли                                                          | Рим. 16:14                                                                                                 |
| 12                                                 | 07           | 09            | Про́хор                                                            | старец, с проседью в раздвоенной бороде                           | Никомедия, Антиохия                                                        | Деян. 6:5                                                                                                  |
| 64                                                 | 68           | 49            | Пуд                                                               | с бородою едва показавшеюся                                       | Рим                                                                        | 2Тим. 4:21                                                                                                 |
| 36                                                 | 33           | 13            | Руф                                                               | с проседью в широкой бороде                                       | Фивы (Греция)                                                              | Мк. 15:21, Рим. 16:13                                                                                      |
| 22                                                 | 15           | 32            | Си́ла                                                              | молод, с бородою едва показавшеюся                                | Сирия, Македония, Коринф                                                   | Деян. 15:22, Деян. 15:40, Деян. 16:25                                                                      |
| 23                                                 | 17           | 05            | Силуа́н                                                            | старец плешивый с короткою бородою                                | Фессалоники                                                                | 1Пет. 5:12, 1Фес. 1:1                                                                                      |
| 05                                                 | 02           | 48            | Симео́н, сродник Господень (у Дорофе́я отождествлен с Клео́пой, см.) | маститый старец                                                   | Абхазия                                                                    | Мф. 13:55?                                                                                                 |
| 72                                                 | —            | —             | Симео́н Ни́гер                                                      |                                                                   | Иерусалим                                                                  | Деян. 13:1                                                                                                 |
| 47                                                 | 45           | 21            | Сосипа́тр                                                          | молод, с круглою бородою                                          | Икония                                                                     | Деян. 20:4                                                                                                 |
| 55                                                 | 50           | 14            | Сосфе́н                                                            | старец плешивый, с длинною бородою                                | Колофония                                                                  | Деян. 18:7, 1Кор. 1:1                                                                                      |
| 28                                                 | 23           | 16            | Ста́хий                                                            | молод, с остроконечною бородою                                    | Византия                                                                   | Рим. 16:9                                                                                                  |
| 10                                                 | 05           | 17            | Стефа́н первомученик                                               | молод, без бороды                                                 | Иерусалим                                                                  | Деян. 6:5, 8, Деян. 7                                                                                      |
| —                                                  | 09           | —             | Стефа́н                                                            |                                                                   |                                                                            | 1Кор. 16:17                                                                                                |
| 49                                                 | 46           | 60            | Те́ртий                                                            | старец плешивый, с раздвоенною бородою                            | Икония                                                                     | Рим. 16:22                                                                                                 |
| 14                                                 | 10           | 18            | Тимо́н                                                             | с проседью в закрученной бороде                                   | Верия, Коринф / Аравия                                                     | Деян. 6:5                                                                                                  |
| 16                                                 | —            | —             | Тимофе́й                                                           |                                                                   | Эфес                                                                       | Деян. 16:1—3, Рим. 16:21, 1Тим. 1:2 2Тим. 1:2                                                              |
| 17                                                 | —            | 59            | Тит                                                               | молод, без бороды                                                 | Крит                                                                       | 2Кор. 8:6, 16, 23, Гал. 2:1, Тит. 1:4                                                                      |
| 57                                                 | 51           | 24            | Ти́хик, епископ в Колофоне                                         | молод, без бороды                                                 | Колофон                                                                    | Деян. 20:4                                                                                                 |
| —                                                  | 59           | 47            | Тихик, епископ в Халкидоне                                        | молод, с бородою едва показавшеюся                                | Халкидон                                                                   | Деян. 20:4                                                                                                 |
| 65                                                 | 69           | 27            | Трофи́м                                                            | с проседью в длинной бороде                                       | Рим / Арль                                                                 | Деян. 20:4                                                                                                 |
| 30                                                 | 22           | 45            | Урва́н                                                             | молод, с длинною бородою                                          | Македония                                                                  | Рим. 16:9                                                                                                  |
| 08                                                 | 03           | 61            | Фадде́й                                                            | с проседью в широкой бороде                                       | Сирия, Месопотамия, Армения                                                | Не упоминается                                                                                             |
| —                                                  | 25           | —             | Фи́гелл                                                            |                                                                   | Эфес                                                                       | 2Тим. 1:15                                                                                                 |
| 18                                                 | 66           | 25            | Филимо́н                                                           | старец, с окладистою, пушистою бородою                            | Газа / Колоссы                                                             | Флм. 1:1                                                                                                   |
| 11                                                 | 06           | 08            | Фили́пп                                                            | молод, с бородою едва показавшеюся                                | Азот, Кесария, Траллес                                                     | Деян. 6:5, Деян. 8:26, Деян. 21:8                                                                          |
| 44                                                 | 41           | 52            | Филоло́г                                                           | с проседью в короткой бороде                                      | Синоп / Рим                                                                | Рим. 16:15                                                                                                 |
| 38                                                 | 35           | 20            | Флего́нт                                                           | молод, без бороды                                                 | Марафон Фригийский                                                         | Рим. 16:14                                                                                                 |
| 69                                                 | —            | 67            | Фортуна́т                                                          | старец с круглою бородою                                          | Коринф                                                                     | 1Кор. 16:17                                                                                                |

Сверх того в «Четьих-Минеях» святителя Димитрия Ростовского после упоминания 72 апостолов приведены имена ещё 13 христиан, которые, по словам Димитрия Ростовского, много послужили в деле благовествования об Иисусе Христе, просветили верою разные страны подобно святым апостолам и поэтому достойны апостольского имени: Анти́па, Гамалиил, Дими́трий, епископ Асийской Филадельфии, Закхе́й, Игна́тий Богоно́сец, Иерофе́й, Ио́сиф из Аримафе́и, Корни́лий, Ла́зарь, Ло́нгин Со́тник, Никодим, Полика́рп и безымянный е́внух царицы Эфиопии Канда́кии.
В январской Минее, в бденной службе 70-ти апостолов под 4 января в 9-й песни анонимного канона содержится упоминание еще нескольких имен: «Маноил, древний ученик, Нирей, и Нимфан, и Нафанаил...».

## Собор Апостолов от семидесяти
Соборная память семидесяти апостолов совершается в Православной церкви 4 (17) января. В древних месяцесловах это празднование встречается редко. В греческих Минеях последование на этот праздник содержит канон 4-го гласа с акростихом Χριστοῦ μαθητὰς δευτέρους ἐπαινέσω («да восхвалю вторых учеников Христовых»), кондак и светилен. Минеи, используемые в Русской православной церкви, дополняют последование 6 стихирами на Господи воззвах, а также анонимный канонон Собору Семидесяти апостолов, в котором приводится тропарь каждому из апостолов.
Кроме того в месяцеслове, в некоторые дни года отмечены памяти отдельных апостолов от 70-ти, как правило, по 2 персоналии и более, но есть и единичные фигуры. Службы в Минее апостолам от 70-ти, чаще всего, будничные. Есть и исключения, например, совместная память 11 июня апостола от 12-ти Варфоломея и апостола от 70-ти Варнавы, праздничного статуса с полиелеем.